# Уолт Ейдър
Уолт Ейдър (на английски: Walt Ader) е американски автомобилен състезател. Роден е на 15 декември 1913 г. в Лонг Валей, Ню Джърси, САЩ и починал на 25 ноември 1982 г. в Калифон, Ню Джърси, САЩ.
През 1950 година участва в старта на Инди 500, тогава част от шампионата на Формула 1.